# Coupe CECAFA des nations 2017
Navigation
Éthiopie 2015 2019
La Coupe CECAFA des nations 2017 est la trente-neuvième édition de la Coupe CECAFA des nations qui a eu lieu au Kenya du 3 au 17 décembre 2017. Les nations membres de la CECAFA (Confédération d'Afrique centrale et de l'Est) sont invitées à participer à la compétition.
C'est la sélection du pays hôte, le Kenya qui remporte la compétition après avoir battu le Zanzibar lors de la finale disputée à Machakos. S'il s'agit du septième titre de la sélection kenyane, c'est seulement la deuxième apparition de Zanzibar à ce stade de la compétition (après son succès en 1995).

## Équipes participantes
- Kenya - pays organisateur
- Ouganda - tenant du titre
- Burundi
- Rwanda
- Somalie - Forfait
- Soudan du Sud
- Soudan - Forfait
- Tanzanie
- Éthiopie
- Djibouti - Forfait
- Zanzibar
- Libye - Invitée
- Zambie - Invitée puis forfait
- Zimbabwe - Invitée puis forfait

## Compétition

### Premier tour

#### Groupe A
| Rang | Équipe   | Pts | J | G | N | P | Bp | Bc | Diff |  | Résultats (▼ dom., ► ext.) |  |     |     |     |     |
| ---- | -------- | --- | - | - | - | - | -- | -- | ---- |  | -------------------------- |  | --- | --- | --- | --- |
| 1    | Kenya    | 8   | 4 | 2 | 2 | 0 | 3  | 0  | +3   |  | Kenya                      |  | 0-0 | 0-0 | 2-0 | 1-0 |
| 2    | Zanzibar | 7   | 4 | 2 | 1 | 1 | 5  | 3  | +2   |  | Zanzibar                   |  |     | 0-1 | 3-1 | 2-1 |
| 3    | Libye    | 6   | 4 | 1 | 3 | 0 | 1  | 0  | +1   |  | Libye                      |  |     |     | 0-0 | 0-0 |
| 4    | Rwanda   | 4   | 4 | 1 | 1 | 2 | 3  | 6  | -3   |  | Rwanda                     |  |     |     |     | 2-1 |
| 5    | Tanzanie | 1   | 4 | 0 | 1 | 3 | 2  | 5  | -3   |  | Tanzanie                   |  |     |     |     |     |

#### Groupe B
| Rang | Équipe        | Pts | J | G | N | P | Bp | Bc | Diff |  | Résultats (▼ dom., ► ext.) |  |     |     |     |
| ---- | ------------- | --- | - | - | - | - | -- | -- | ---- |  | -------------------------- |  | --- | --- | --- |
| 1    | Ouganda       | 5   | 3 | 1 | 2 | 0 | 6  | 2  | +4   |  | Ouganda                    |  | 0-0 | 1-1 | 5-1 |
| 2    | Burundi       | 5   | 3 | 1 | 2 | 0 | 4  | 1  | +3   |  | Burundi                    |  |     | 4-1 | 0-0 |
| 3    | Éthiopie      | 4   | 3 | 1 | 1 | 1 | 5  | 5  | 0    |  | Éthiopie                   |  |     |     | 3-0 |
| 4    | Soudan du Sud | 1   | 3 | 0 | 1 | 2 | 1  | 8  | -7   |  | Soudan du Sud              |  |     |     |     |
|      | Zimbabwe      |     |   |   |   |   |    |    |      |  |                            |  |     |     |     |

- Le Zimbabwe déclare forfait après le tirage au sort des poules.

### Demi-finales
| 14 décembre 2017 | Kenya     | 1 – 0 ap | Burundi | Moi Stadium, Kisumu           |                               |
| 15:00            | Isuza 97e |          |         | Arbitrage : Malong Ring Akech | Arbitrage : Malong Ring Akech |
| 15:00            | (Rapport) |          |         | Arbitrage : Malong Ring Akech | Arbitrage : Malong Ring Akech |

| 15 décembre 2017 | Ouganda      | 1 – 2 | Zanzibar                     | Moi Stadium, Kisumu                    |                                        |
| 15:00            | Nsibambi 29e |       | 23e Makame · 58e (pen.) Issa | Arbitrage : Twagirumukiza Abdoul Karim | Arbitrage : Twagirumukiza Abdoul Karim |
| 15:00            | (Rapport)    |       |                              | Arbitrage : Twagirumukiza Abdoul Karim | Arbitrage : Twagirumukiza Abdoul Karim |

### Match pour la troisième place
| 17 décembre 2017 | Ouganda       | 2 – 1 | Burundi     | Kenyatta Stadium, Machakos |                          |
| 13:30            | Juma 49e, 76e |       | 24e Kwizera | Arbitrage : Peter Waweru   | Arbitrage : Peter Waweru |
| 13:30            | (Rapport)     |       |             | Arbitrage : Peter Waweru   | Arbitrage : Peter Waweru |

### Finale
| 17 décembre 2017 | Kenya                             | 2 – 2           | Zanzibar                       | Kenyatta Stadium, Machakos             |                                        |
| 15:00            | Ochieng 6e · Juma 97e             |                 | 89e, 100e Makame               | Arbitrage : Twagirumukiza Abdoul Karim | Arbitrage : Twagirumukiza Abdoul Karim |
| 15:00            | (Rapport)                         |                 |                                | Arbitrage : Twagirumukiza Abdoul Karim | Arbitrage : Twagirumukiza Abdoul Karim |
| 15:00            | Atudo · Otieno · Onguso · Onyango | Tirs au but 3-2 | Saleh · Haidar · Salum · Yahya | Arbitrage : Twagirumukiza Abdoul Karim | Arbitrage : Twagirumukiza Abdoul Karim |

| Vainqueur Coupe CECAFA 2017 Kenya Septième titre |